# Смолинська сільська рада (Яворівський район)
Смолинська сільська рада — колишній орган місцевого самоврядування у Яворівському районі Львівської області. Адміністративний центр — село Смолин.

## Загальні відомості
Смолинська сільська рада утворена в 1940 році. Територією ради протікає річка Смолинка.

## Населені пункти
Сільській раді підпорядковані населені пункти:
- с. Смолин
- с. Війтівщина
- с. Вороблячин
- с. Карпи
- с. Луг
- с. Рішин
- с. Сопіт

## Склад ради
Рада складається з 16 депутатів та голови.

### Керівний склад попередніх скликань
| ПІБ                           | Основні відомості                                                 | Дата обрання | Дата звільнення |
| ----------------------------- | ----------------------------------------------------------------- | ------------ | --------------- |
| Кінас Василь Ількович         | Сільський голова, 1951 року народження, безпартійний              | 26.03.2006   | 31.10.2010      |
| Онишків Олександра Миколаївна | Сільський голова, 1972 року народження, освіта вища, позапартійна | 31.10.2010   |                 |

Примітка: таблиця складена за даними джерела